# Oskar Braaten

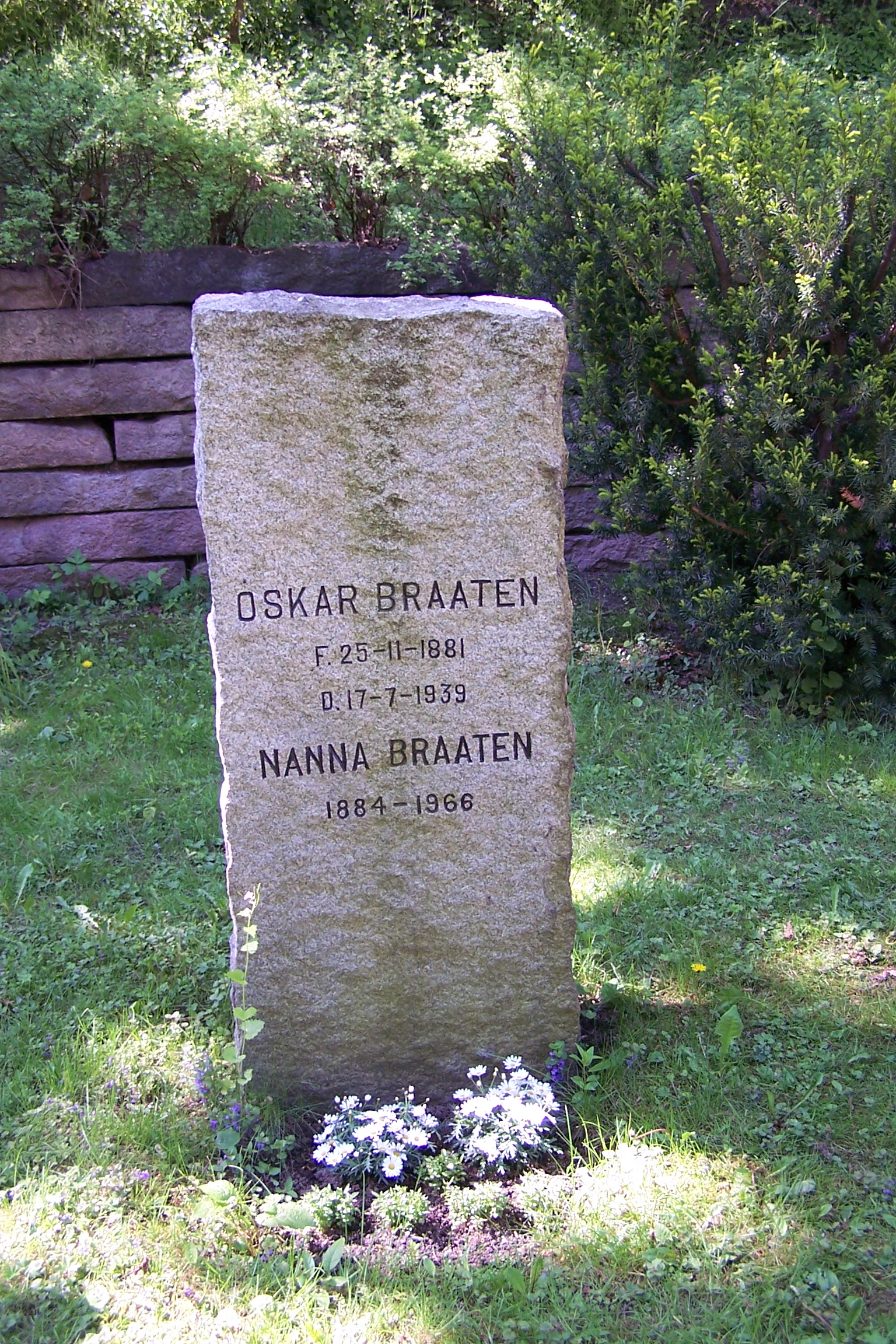
Oskar Braatens grav.

Oskar Alex Braaten, född 25 november 1881 i Oslo, död 17 juli 1939 i Trysil, var en norsk författare, dramatiker och manusförfattare
Braatn skildrade den samtida arbetarklassens förhållanden i Oslo. Bland hans verk märks skådespelen Ungen (1911) och Den store barnedaapen (1925) samt romanerna Kammerset (1917), Ulvehiet (1919), Opover (1924) samt Tribunen (1925).
Oskar Braaten dog i en trafikolycka i Trysil.

## Filmmanus i urval
- 1937 – Ungt blod
- 1938 – Ungen